# Красное (Славский район)
Кра́сное — посёлок в Славском районе Калининградской области. Входит в состав Большаковского сельского поселения.

## География
Посёлок Красное находится на востоке срединной части Калининградской области, в 27,3 км по прямой к югу от районного центра, города Славска, в 69 км по прямой к востоку от восточных окраин областного центра, города Калининграда.

## История
Населённый пункт относится к исторической области древней Пруссии именем Надровия.
Входил в состав онемеченной Восточной Пруссии. После Второй мировой войны вошёл в состав СССР.
Населенный пункт Линдикен в 1946 году был переименован в поселок Красное.

## Население
| 2002 | 2010 |
| ---- | ---- |
| 297  | ↘261 |